# ÖBL Most Valuable Player
ÖBL Most Valuable Player – nagroda przyznawana co sezon przez Austriacką Bundesligę Koszykówki najlepszemu zawodnikowi rozgrywek zasadniczych ligi.

## Laureaci

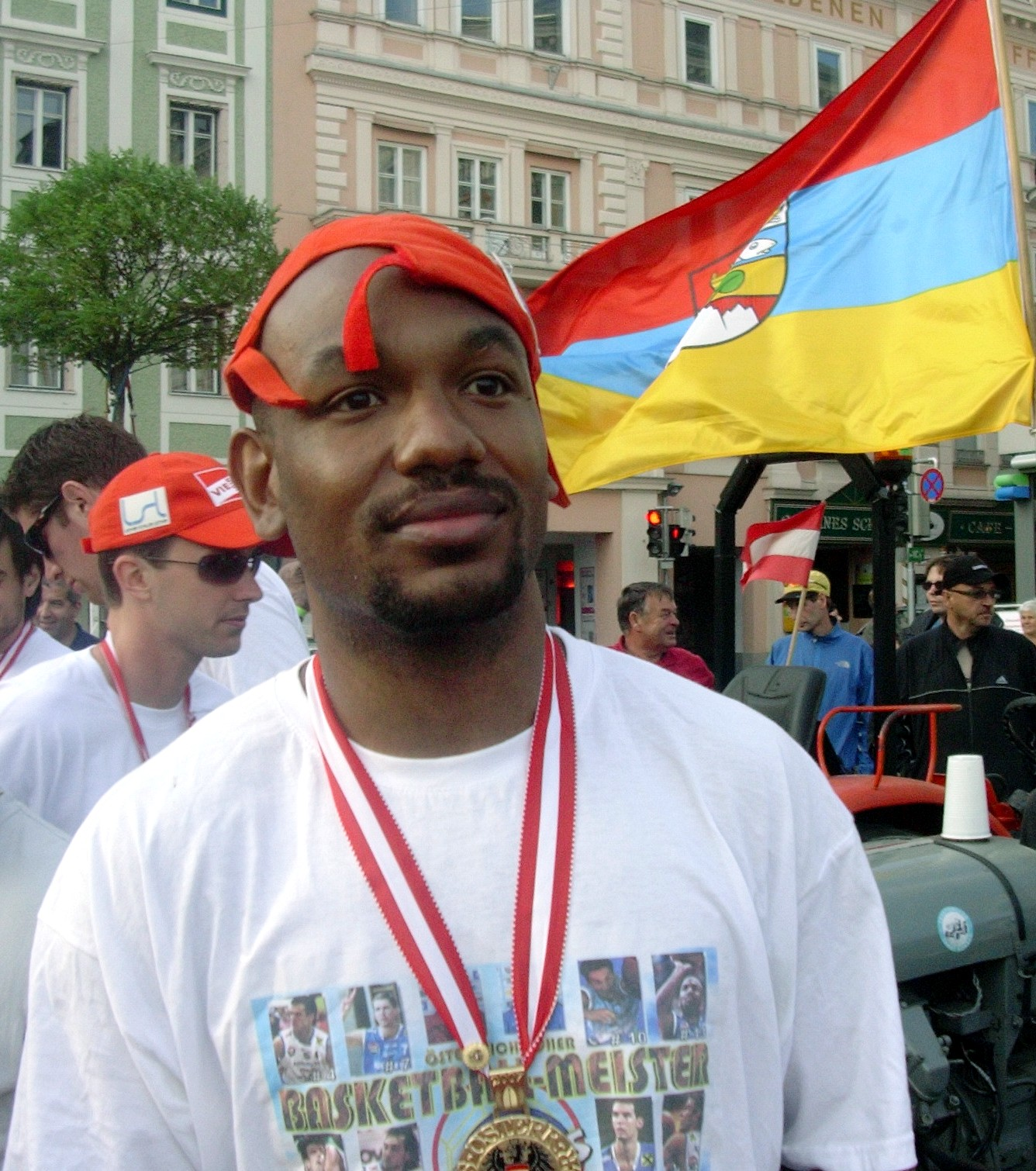
De'Teri Mayes, pięciokrotny laureat nagrody MVP

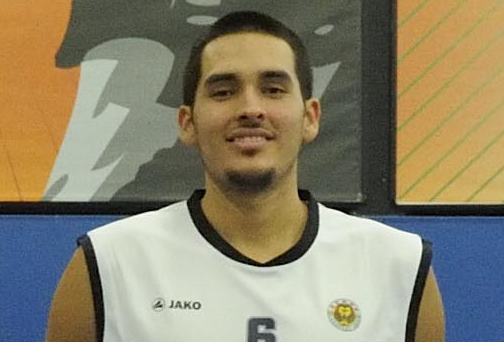
Mark Sanchez zdobył tytuł MVP w 2014

| Zawodnik (X) | Cyfra w nawiasie oznacza kolejną nagrodę, uzyskaną przez tego samego zawodnika |
|              | kolor oznacza klub, który w tym samym sezonie zdobył mistrzostwo Austrii       |

| Sezon   | Zawodnik                                                                        | Poz.                                                                            | Nar.                                                                            | Team                                                                            | Przyp.                                                                          |
| ------- | ------------------------------------------------------------------------------- | ------------------------------------------------------------------------------- | ------------------------------------------------------------------------------- | ------------------------------------------------------------------------------- | ------------------------------------------------------------------------------- |
| 2002–03 | De'Teri Mayes                                                                   | SG                                                                              | [ a ]                                                                           | Allianz Swans Gmunden                                                           | [ 2 ]                                                                           |
| 2003–04 | De'Teri Mayes (2)                                                               | SG                                                                              | [ a ]                                                                           | Allianz Swans Gmunden                                                           | [ 2 ]                                                                           |
| 2004–05 | Jason Detrick                                                                   | SF                                                                              | [ b ]                                                                           | Oberwart Gunners                                                                | [ 2 ]                                                                           |
| 2005–06 | De'Teri Mayes (3)                                                               | SG                                                                              | [ a ]                                                                           | Allianz Swans Gmunden                                                           | [ 2 ]                                                                           |
| 2006–07 | De'Teri Mayes (4)                                                               | SG                                                                              | [ a ]                                                                           | Allianz Swans Gmunden                                                           | [ 2 ]                                                                           |
| 2007–08 | Jay Youngblood                                                                  | SG                                                                              | Stany Zjednoczone                                                               | Oberwart Gunners                                                                | [ 2 ]                                                                           |
| 2008–09 | Deven Mitchell                                                                  | SF                                                                              | Stany Zjednoczone                                                               | Arkadia Traiskirchen Lions                                                      | [ 2 ]                                                                           |
| 2009–10 | De'Teri Mayes (5)                                                               | SG                                                                              | [ a ]                                                                           | Allianz Swans Gmunden                                                           | [ 2 ]                                                                           |
| 2010–11 | Fabricio Vay                                                                    | PF                                                                              | [ c ]                                                                           | Arkadia Traiskirchen Lions                                                      | [ 6 ]                                                                           |
| 2011–12 | Sharaud Curry                                                                   | PG                                                                              | Stany Zjednoczone                                                               | Allianz Swans Gmunden                                                           | [ 7 ]                                                                           |
| 2012–13 | Seamus Boxley                                                                   | PF                                                                              | Stany Zjednoczone                                                               | Oberwart Gunners                                                                | [ 8 ]                                                                           |
| 2013–14 | Mark Sanchez                                                                    | PF                                                                              | [ d ]                                                                           | ece Bulls Kapfenberg                                                            | [ 10 ]                                                                          |
| 2014–15 | Travis Taylor                                                                   | PF                                                                              | Stany Zjednoczone                                                               | Güssing Knights                                                                 | [ 11 ]                                                                          |
| 2015–16 | Quincy Diggs                                                                    | SF                                                                              | Stany Zjednoczone                                                               | Oberwart Gunners                                                                | [ 2 ]                                                                           |
| 2016–17 | Predrag Miletić                                                                 | SG                                                                              | Serbia                                                                          | Wiedeń                                                                          | [ 2 ]                                                                           |
| 2017–18 | Stjepan Stazić                                                                  | G                                                                               | Austria                                                                         | Wiedeń                                                                          | [ 2 ]                                                                           |
| 2018–19 | Hayden Lescault                                                                 | G                                                                               | Stany Zjednoczone                                                               | Oberwart Gunners                                                                | [ 2 ]                                                                           |
| 2019–20 | Nie przyznano z powodu pandemii COVID-19 i przedwczesnego zakończenia rozgrywek | Nie przyznano z powodu pandemii COVID-19 i przedwczesnego zakończenia rozgrywek | Nie przyznano z powodu pandemii COVID-19 i przedwczesnego zakończenia rozgrywek | Nie przyznano z powodu pandemii COVID-19 i przedwczesnego zakończenia rozgrywek | Nie przyznano z powodu pandemii COVID-19 i przedwczesnego zakończenia rozgrywek |
| 2020–21 | Enis Murati                                                                     | F                                                                               | Austria                                                                         | Swans Gmunden                                                                   | [ 2 ]                                                                           |

## Zwycięzcy według krajów
| Kraj              | Liczba MVP |
| ----------------- | ---------- |
| Stany Zjednoczone | 8          |
| Austria           | 8          |
| Argentyna         | 1          |
| Serbia            | 1          |

## Laureaci według klubów
| Klub                       | Liczba MVP |
| -------------------------- | ---------- |
| Swans Gmunden              | 7          |
| Oberwart Gunners           | 5          |
| Arkadia Traiskirchen Lions | 2          |
| Wiedeń                     | 2          |
| ece Bulls Kapfenberg       | 1          |
| Güssing Knights            | 1          |